# Álvaro Celedonio Casquero
Álvaro Celedonio Casquero (Alpachiri, La Pampa, Argentina; noviembre de 1929 - Bernal, Buenos Aires, Argentina; 21 de enero de 1975) fue un popular cantante de tango y folclore y payador argentino.

## Carrera
Tío del también músico Ricardo "El Negro" Barsena, Celedonio Casquero comenzó como repartidor de hielo para seguir como delegado del personal en una fábrica, hasta que obtuvo cierto renombre como payador. 
Trabajó junto a personajes de la música lírica argentina como Aldo Crubellier, a quien conoció por mediación de Martín Castro. Trabajó en varias audiciones para Radio Mitre y televisivas en La puerpería de mandinga, además de espectáculos teatrales como Vuelven los payadores de Rubén Pesce y Crónica de arrabal de Tabaré de Paula.
En la década de los 60 trabajó en el programa Los Jueves Doble junto a Aldo Crubellier, Guillermito Fernández, Virulazo y Elvira, y el eximio guitarrista Oscar Alemán, bajo la conducción de Roberto Galán.
En 1966 publicó su único libro al que tituló significativamente Juan sin casa, el cual contenía varios temas de alto contenido social influenciado por su ideología anarquista. La canción titulada A los mártires del trabajo e incluida en el tomo está dedicada a los anarquistas Sacco y Vanzetti.
Temperamental, muchas veces irritable,[cita requerida] defendió con su canto la causa obrera. Activo sindicalista, se presentó desde sus inicios como «el payador proletario». Dedicó también canciones al movimiento libertario. Una de las más conocidas es A todos, dedicada a los obreros, mujeres y juventud proletaria sugiriéndoles abrazar los ideales del anarquismo.
Realizó decenas de shows en lugares culturalmente conocidos como es el Círculo Católico de Rafael Calzada.

### Discografía
- A los mártires del trabajo
- Orgullo de payador
- Sin cuartel, milonga junto a Carlos Pérsico
- A qué has vuelto?
- A todos, vals junto a Carlos Pérsico
- Adiós a mi pueblo, zamba
- Paisaje, milonga
- Cuidado con el tigre, vals
- Güeyita de mi pena
- Está de más
- A un joven amigo, vals[4]

## Suicidio
Álvaro Caledonio Casquero se suicidó el 21 de enero de 1975 en su casa en la provincia de Buenos Aires. Su determinación fue resultado de un profundo cuadro depresivo que venía llevando desde hacía un tiempo. Tenía 46 años.